# Pennisetum basedowii
Pennisetum basedowii är en gräsart som beskrevs av Victor Samuel Summerhayes och Charles Edward Hubbard. Pennisetum basedowii ingår i släktet borstgräs, och familjen gräs. Inga underarter finns listade i Catalogue of Life.